# Carl Peter Thunberg
 (novembre 2015).
Pour les articles homonymes, voir Thunberg.

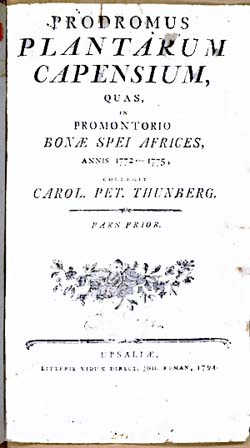
Prodromus plantarum Capensium (Prodrome des plantes du Cap)

Carl Peter Thunberg est un naturaliste suédois, né le 11 novembre 1743 à Jönköping et mort le 8 août 1828 à Thunaberg près d'Uppsala. Il a été surnommé le « Père de la botanique sud-africaine » et le « Linné japonais » et considéré comme l'un des apôtres de Linné les plus productifs.

## Biographie

### Jeunesse et études
Carl Peter Thunberg, fils du comptable et négociant Johan Thunberg et de Margaretha Starkman, est né à Jönköping le 11 novembre 1743. Son père meurt lorsqu'il a  sept ans et sa mère reprend le commerce familial, puis se remarie en 1753 avec un autre commerçant, Gabriel Forsberg. Il est scolarisé dans des écoles de Jönköping et reçoit également des cours privés. Il entre à l'université d'Uppsala en 1761 et y reste neuf ans, étudiant successivement la théologie, la philosophie et la médecine. Il suit aussi les cours de Carl Linné. Il défend son mémoire de médecine intitulé De venis absorbentibus en 1767, puis obtient un diplôme de médecine en 1769, son bachelor toujours en 1770 et défend sa thèse de doctorat la même année. Le titre de docteur lui est remis en son absence, en 1772.

### Voyages (1770-1779)

#### Séjour aux Pays-Bas et à Paris
Le 13 août 1770, Carl Peter Thunberg quitte Uppsala pour Helsingborg, Copenhague et arrive à Amsterdam en octobre. Il y reste une année et travaille au catalogage de plantes avec les botanistes Johannes (1707-1780) et Nicolaas Laurens Burman (1734-1793). Il étudie notamment les jardins botaniques et les muséums d'Amsterdam et de Leyde. Pendant son séjour aux Pays-Bas, il se rend également à Paris, où il continue des études tant en médecine qu'en botanique, en effectuant un stage au jardin du Roi.

#### Expédition en Asie
Les Burman remarquent vite le grand potentiel de Thunberg et lui proposent de partir avec la Compagnie néerlandaise des Indes orientales (VOC) pour visiter les colonies néerlandaises et le Japon afin d'y collecter des spécimens pour les jardins botaniques néerlandais. Il part le 30 décembre 1771 comme médecin à bord d'un navire de la VOC. Il arrive au Cap où il demeure du 11 avril 1771 au 2 mars 1775 pour y apprendre le néerlandais. Il doit en effet se faire passer pour un Néerlandais au Japon, pays ouvert uniquement aux marchands protestants néerlandais. Durant son séjour, il fait trois grandes expéditions dans l'intérieur des terres, rencontrant souvent de grands dangers, afin de collecter des spécimens de plantes et d'animaux.
Le 2 mars 1775, Thunberg part pour l'île de Java et arrive à Batavia le 18 mai. Il y reste un mois avant de repartir pour le Japon.
En août 1775, il arrive à la manufacture de la Compagnie néerlandaise des Indes orientales sur la minuscule île artificielle de Dejima (120 m sur 75 m) dans la baie de Nagasaki, relié à la terre par un terre-plein. Il y travaille comme chirurgien (1775-1776). Comme les autres Néerlandais de cette implantation, il n'avait presque pas la possibilité d'aller à terre. Il put néanmoins conduire quelques recherches botaniques. Afin d'obtenir plus de spécimens, il négocie auprès de ses interprètes, l'échange de connaissances de la médecine occidentale contre de nouveaux spécimens végétaux. Mi-1776, il est autorisé à accompagner le directeur de la colonie néerlandaise lors d'une visite au shogun à Edo. Durant ce long périple, il récolte de nombreuses plantes.
Thunberg quitte le Japon en novembre 1776. Il fait une halte de six mois à Java, puis arrive à Colombo, Ceylan (aujourd'hui Sri Lanka), en juillet 1777. Il fait plusieurs voyages dans l'île, notamment pour visiter la colonie néerlandaise de Galle. Il continue, bien sûr, ses herborisations.
Le 6 février 1778, Thunberg quitte Ceylan pour Amsterdam. Durant son retour, il s'arrête durant deux semaines au Cap et arrive à Amsterdam le 1er octobre 1778. Il va tout d'abord à Londres où il rencontre Sir Joseph Banks. Il voit la collection japonaise du naturaliste allemand Engelbert Kaempfer qui avait été, avant lui, à Dejima. Il rencontre également Johann Reinhold Forster qui lui fait visiter ses collections assemblées lors du second voyage de James Cook. Il rentre ensuite en Suède via les Pays-Bas et l'Allemagne et arrive à Ystad le 14 mars 1779.

### Retour en Suède
Carl Peter Thunberg retourne à Uppsala en  1779 où il apprend la mort de Linné survenue un an plus tôt et y reste jusqu'à sa mort. Il est d'abord démonstrateur de botanique à l'université d'Uppsala , puis remplace bientôt Linné comme professeur de médecine et d'histoire naturelle (1781). Il lègue l'ensemble de ses collections à l'université d'Uppsala en 1785. Il crée un nouveau jardin botanique à Uppsala grâce au soutien de Gustave III et fait construire un nouveau bâtiment pour un musée qui ouvre en 1807.
Thunberg a été admis dans 65 sociétés scientifiques de son vivant, et ce tant en Suède qu'à l'étranger. Il devient ainsi membre de la Royal Society le 3 avril 1788. Il a compté parmi ses élèves Johan Emanuel Wikström et Johann van der Deutz.

## Hommages
Le genre tropical Thunbergia Retz., de la famille des Acanthaceae, lui a été dédié, ainsi que Thunbergiella H.Wolff, de la famille des Apiaceae, et Thunbergianthus Engl., de la famille des Scrophulariaceae. Plus de 250 espèces végétales et animales lui ont été dédiées.

## Publications
Carl Peter Thunberg est un auteur prolifique et 112 titres lui ont été attribués. Le résultat de ses recherches paraissent sous le titre de Flora Japonica en 1784. Il donne, à de nombreuses espèces nouvelles, l'épithète de japonica ; la plupart provenaient en fait de Chine et avaient été importées au Japon pour orner les jardins du pays.
En 1788, il fait paraître le récit de son voyage sous le titre de Voyages de C.P. Thunberg au Japon par le Cap de Bonne-Espérance, les Isles de la Sonde, etc.. Le récit de son séjour à Dejima est assez sombre, il y raconte notamment sa vie de tous les jours avec un nombre important de détails comme obligatoirement marcher dans la rue du côté gauche...
Il complète son œuvre botanique par Prodomus plantarum en 1800, Icones plantarum japonicarum en 1805 et Flora capensis en 1813. Il fait paraître de nombreux articles dans les revues scientifiques suédoises et d'autres pays. Il est fait membre d'honneur de 26 sociétés savantes.

### Éditions anciennes
- Botanique
  - Flora Japonica (1784)
  - Prodromus Plantarum Capensium (Uppsala, 1794).
  - Flora Capensis (1807, 1811, 1813, 1818, 1820, 1823)
  - Voyages de C.P. Thunberg au Japon par le Cap de Bonne-Espérance, les Isles de la Sonde, etc.
  - Icones plantarum japonicarum (1805)
- Entomologie
  - Donationis Thunbergianae 1785 continuatio I. Museum naturalium Academiae Upsaliensis, pars III, 33-42 pp. (1787).
  - Dissertatio Entomologica Novas Insectorum species sistens, cujus partem quintam. Publico examini subjicit Johannes Olai Noraeus, Uplandus. Upsaliae, pp. 85–106, pl. 5. (1789).
  - Periculum entomologicum, Uppsala (1798), avec Samuel Törner
  - D. D. Dissertatio entomologica sistens Insecta Suecica. Exam. Jonas Kullberg. Upsaliae, pp. 99–104 (1794).

### Éditions récentes
- Le Japon du XVIIIe siècle vu par un botaniste suédois Ch.-P. Thunberg, Paris, Calmann-Lévy, 1966, 301 p.